# Weiße Nächte (Film)
Weiße Nächte (Originaltitel: Le notti bianche) ist ein italienischer Spielfilm aus dem Jahre 1957. Der Film entstand nach dem gleichnamigen Kurzroman von Fjodor Dostojewski.

## Handlung
Natalia ist eine junge Frau voller Gegensätze, mal himmelhoch jauchzend, mal zu Tode betrübt. Gerade diese Gegensätze ziehen Mario magisch an. Er verliebt sich in die bezaubernde Frau, doch die sieht ihn nur als Freund, mit dem man sich austauschen kann. So erzählt sie Mario, dass sie ihren Untermieter liebe, dieser aber die Stadt verlassen habe. Sie wisse nicht, wann er zurückkommen werde, aber wenn er zurückkomme, dann werde sie ihn an einer bestimmten Brücke in der Stadt treffen. Natalia geht daraufhin regelmäßig zu dieser Brücke in der Hoffnung, ihren Geliebten wiederzutreffen. Bisher jedoch vergeblich. Mario versucht Natalia von der Liebe zu ihrem Geliebten abzubringen. Er will sie überreden, stattdessen mit ihm zusammen zu sein. Nach langer Bedenkzeit und schwindender Hoffnung auf das Wiedersehen willigt Natalia ein. Doch genau an diesem Tag kehrt der Untermieter zurück. Ohne große Rücksicht auf Mario verlässt Natalia ihn und kehrt zu ihrem Geliebten zurück.

## Hintergrund
Die Originalgeschichte von Dostojewski spielt 1850 in St. Petersburg. Visconti verlegt die Geschichte in das zeitgenössische Italien.

## Kritiken
„Die ausschließlich im Studio realisierte Produktion war eine ‚Übung in Künstlichkeit‘ für den früher auf ‚location shooting‘ spezialisierten Neorealisten Visconti und fesselt durch die raffinierte Verschmelzung von Theaterästhetik und Filmsprache zu einem heiter-melancholischen Traumspiel.“

Der Titel bezieht sich auf die weißen Nächte von St. Petersburg, die Zeit der Sonnenwende im Sommer, wo es nachts nie richtig dunkel wird. Im Film wurde die Bedeutung insofern abgewandelt, als in der letzten Nacht Schnee liegt und sie daher weiß ist.

## Auszeichnungen
Der Film nahm am Wettbewerb der Internationalen Filmfestspiele von Venedig 1957 teil und gewann den Silbernen Löwen.